# ميوتانت نايت
ميوتانت نايت (بالإنجليزية: Mutant Night)‏، هي لعبة فيديو يابانية من نوع شوتم أب، صدرت اللعبة سنة 1987، وتعمل لمنصة جهاز الأركيد، وهي من تطوير يو بي إل، أعيد الإصدار سنة 2021، وتعمل لمنصتي بلاي ستيشن 4 ونينتندو سويتش.